# Arapahoe (Carolina do Norte)
Arapahoe é uma cidade  localizada no estado norte-americano de Carolina do Norte, no Condado de Pamlico.

## Demografia
Segundo o censo norte-americano de 2000, a sua população era de 436 habitantes. 
Em 2006, foi estimada uma população de 431, um decréscimo de 5 (-1.1%).

## Geografia
De acordo com o United States Census Bureau, a localidade tem uma área de 5,7 km², dos quais 5,7 km² cobertos por terra e 0,0 km² cobertos por água. Arapahoe localiza-se a aproximadamente 4 m acima do nível do mar.

## Localidades na vizinhança
O diagrama seguinte representa as localidades num raio de 16 km ao redor de Arapahoe. 